# Main Event der World Series of Poker 2013
Das Main Event der World Series of Poker 2013 war das Hauptturnier der 44. Austragung der Poker-Weltmeisterschaft in Paradise am Las Vegas Strip.

## Turnierstruktur

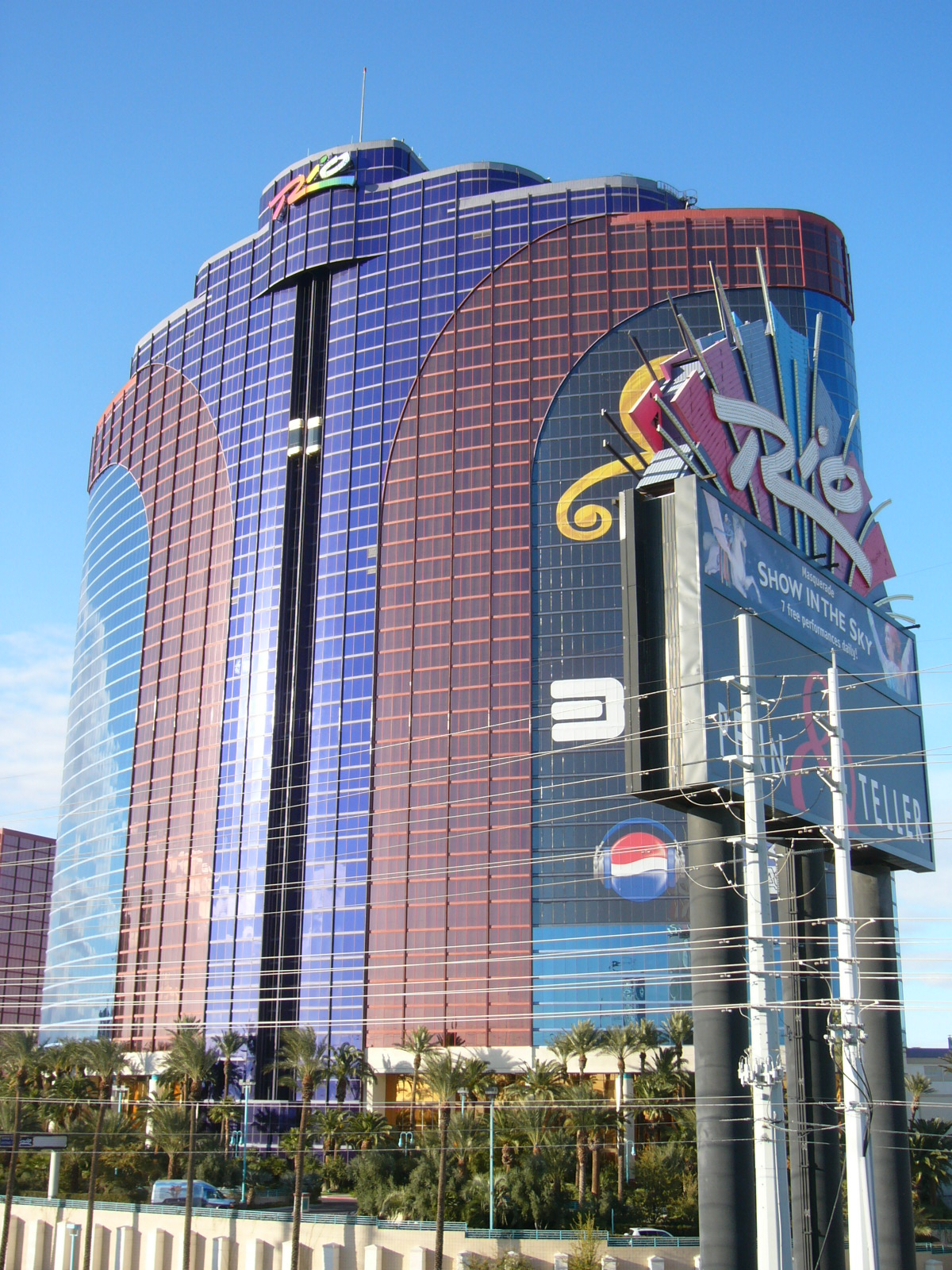
Das Rio All-Suite Hotel and Casino am Las Vegas Strip

Die Anmeldung des Hauptturniers der World Series of Poker in der Variante No Limit Hold’em war auf die drei Tage vom 6. bis 8. Juli 2013 verteilt. Anschließend wurde vorerst bis zum siebten Turniertag am 16. Juli gespielt, nach dem nur noch neun Spieler verblieben. Der Finaltisch wurde ab dem 4. November 2013 gespielt. Das gesamte Turnier wurde im Rio All-Suite Hotel and Casino in Paradise ausgetragen. Die insgesamt 6352 Teilnehmer mussten ein Buy-in von je 10.000 US-Dollar zahlen, für sie gab es 648 bezahlte Plätze. Beste Frau war die Australierin Jackie Glazier, die den 31. Platz für knapp 230.000 US-Dollar Preisgeld belegte. Der Berliner Anton Morgenstern ging als Chipleader in Tag sieben und führte das Feld auch noch bei 21 verbliebenen Spielern an. Nach zwei großen Verlusten gegen Mark Newhouse schied er schließlich gegen Fabian Ortiz als 20. aus. Der Sieger von 2001, Carlos Mortensen, verpasste nur knapp den Finaltisch und wurde Zehnter für rund 570.000 US-Dollar. Ryan Riess lag bei 21 Spielern noch auf dem letzten Platz und gewann das Turnier.

## Übertragung
Das Main Event wurde ab dem dritten Turniertag auf der Website der WSOP live gestreamt. Der US-amerikanische Fernsehsender ESPN sendete zudem Zusammenfassungen in insgesamt 18 Episoden, die von Norman Chad und Lon McEachern kommentiert sowie von Kara Scott moderiert wurden. Der Finaltisch wurde live und exklusiv bei ESPN übertragen.

## Deutschsprachige Teilnehmer
Folgende deutschsprachige Teilnehmer konnten sich im Geld platzieren:
| Platz | Herkunft    | Spieler              | Preisgeld (in $) |
| ----- | ----------- | -------------------- | ---------------- |
| 020   | Deutschland | Anton Morgenstern    | 285.408          |
| 038   | Deutschland | Somar Al-Darwich     | 185.694          |
| 099   | Deutschland | Marvin Rettenmaier   | 059.708          |
| 153   | Deutschland | Marius Pospiech      | 050.752          |
| 162   | Deutschland | Manig Löser          | 050.752          |
| 184   | Deutschland | Manuel Mutke         | 042.990          |
| 185   | Deutschland | George Lehmann       | 042.990          |
| 213   | Osterreich  | Felix Kurmayr        | 042.990          |
| 227   | Deutschland | Tim Ulrich           | 037.019          |
| 240   | Deutschland | Jens Knossalla       | 037.019          |
| 303   | Deutschland | Jacek Markowski      | 032.242          |
| 340   | Deutschland | Bastian Fischer      | 032.242          |
| 418   | Deutschland | Harry Maurer         | 028.063          |
| 457   | Osterreich  | Bodo Sbrzesny        | 024.480          |
| 494   | Osterreich  | Gregor Andrekowitsch | 024.480          |
| 523   | Deutschland | Jamila von Perger    | 021.495          |
| 592   | Deutschland | Jonas Lauck          | 019.106          |
| 605   | Deutschland | Aaron Brackman       | 019.106          |
| 618   | Osterreich  | Clemens Manzano      | 019.106          |
| 629   | Osterreich  | Artur Koren          | 019.106          |
| 642   | Schweiz     | Michael Schurpf      | 019.106          |
| 643   | Deutschland | Uwe Ziegler          | 019.106          |

## Finaltisch

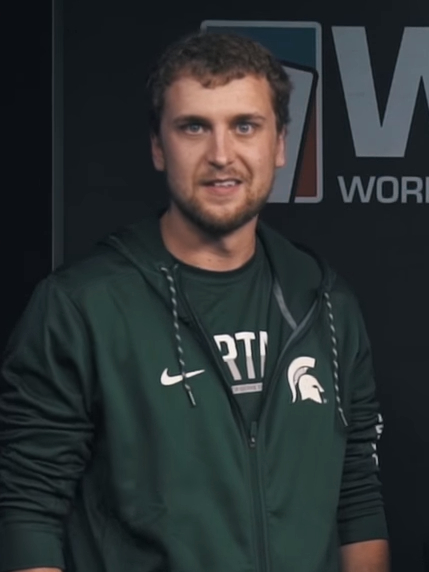
Ryan Riess (2017)

Der Finaltisch begann am 4. November 2013. In der finalen Hand gewann Riess mit A♥ K♥ gegen Farber mit Q♠ 5♠.
| Platz | Herkunft           | Spieler                 | Alter * | Preisgeld (in $) |
| ----- | ------------------ | ----------------------- | ------- | ---------------- |
| 1     | Vereinigte Staaten | Ryan Riess              | 23      | 8.361.570        |
| 2     | Vereinigte Staaten | Jay Farber              | 28      | 5.174.357        |
| 3     | Israel             | Amir Lehavot            | 38      | 3.727.823        |
| 4     | Frankreich         | Sylvain Loosli          | 26      | 2.792.533        |
| 5     | Vereinigte Staaten | J. C. Tran              | 36      | 2.106.893        |
| 6     | Kanada             | Marc Etienne McLaughlin | 25      | 1.601.024        |
| 7     | Niederlande        | Michiel Brummelhuis     | 32      | 1.225.356        |
| 8     | Vereinigte Staaten | David Benefield         | 27      | 0.944.650        |
| 9     | Vereinigte Staaten | Mark Newhouse           | 28      | 0.733.224        |